# 向华乡
向华乡，是中华人民共和国黑龙江省齐齐哈尔市克山县下辖的一个乡镇级行政单位。位于县境中部，乡政府驻地距县城22公里。

## 行政区划
向华乡下辖以下地区：
庆功村、向阳村、新放村、富强村、上升村、联放村、勤富村、拥政村、均冲村、勤政村和幸福村。